# Hadogenes bicolor
Espèce
Hadogenes bicolor est une espèce de scorpions de la famille des Hormuridae.

## Distribution
Cette espèce est endémique d'Afrique du Sud. Elle se rencontre dans le Mpumalanga et le Limpopo entre 1 000 et 2 000 m d'altitude dans le Nord des Drakensberg.

## Description
La femelle holotype mesure 99 mm.
Les mâles mesurent de 103,45 à 132,41 mm et les femelles de 94,54 à 118,44 mm.

## Publication originale
- Purcell, 1899 : New South African scorpions in the collection of the South African Museum. Annals of the South African Museum, vol. 1, p. 433–438 (texte intégral)